# Luchthaven Zakynthos
Zakynthos Dionysios Solomos (Grieks: Κρατικός Αερολιμένας Ζακύνθου «Διονύσιος Σολωμός»; Kratikos Aerolimenas Zakynthou "Dionysios Solomos") is een luchthaven op Zakynthos, Griekenland. De luchthaven ligt vlak bij de plaats Kalamaki, daarom zijn vluchten 's nachts niet toegestaan (behalve in nood). De luchthaven ligt ongeveer 20 minuten van de hoofdstad en andere toeristische trekpleisters zoals Lagana, Tsilvi en Kalamaki. De aankomende route is runway 34 en de vliegtuigen vliegen over het strand van Lagana en maken dan een bocht van 90 graden.